# Nacaduba nemana
Nacaduba nemana är en fjärilsart som beskrevs av Hans Fruhstorfer 1916. Nacaduba nemana ingår i släktet Nacaduba och familjen juvelvingar. Inga underarter finns listade i Catalogue of Life.